# Behmsches Lehmloch
Das Behmsche Lehmloch ist ein See im Kreis Rendsburg-Eckernförde im deutschen Bundesland Schleswig-Holstein. Er befindet sich in Aukrug-Innien
östlich des Kindergartens und ist ca. 0,7 ha groß. Er ist, ebenso wie der Ziegeleiteich, ein Tagebaurestloch der 1888 gegründeten Innier Ziegelei, die dort auf Flächen, die zum Hof Behm gehörten, in einer Lehmkuhle Lehm abbaute.